# Jimmy Fallon
James Thomas Fallon, Jr., més conegut com a Jimmy Fallon (Brooklyn, Nova York; 19 de setembre de 1974), és un humorista, presentador de televisió i actor estatunidenc. És el conductor del programa de televisió The Tonight Show Starring Jimmy Fallon, un talk show nocturn que es transmet de dilluns a divendres a NBC. Abans d'aquest programa, Fallon es va fer conegut pel seu treball a Late Night with Jimmy Fallon i Saturday Night Live, així com també per les seves aparicions a diverses pel·lícules.

## Biografia
Fallon va néixer a Brooklyn, Nova York, fill de Gloria i James Thomas Fallon, Sr., un veterà de la guerra del Vietnam. La seva família es va establir a Saugerties, Nova York, mentre el seu pare treballava a IBM a la ciutat propera de Kingston. En la seva infantesa, ell i la seva germana, Gloria, repetien a casa els esquetxos (sense contingut adult) de Saturday Night Live que els seus pares els gravaven en vídeo. Fallon era un gran admirador de Saturday Night Live, programa que veia cada setmana. En la seva adolescència va impressionar els seus pares amb diferents imitacions, una de les primeres va ser la de James Cagney. A més, des de jove tenia inquietuds musicals, començant a tocar la guitarra als 13 anys.

### Educació
Jimmy Fallon va assistir al col·legi parroquial St. Mary of the Snow, d'orientació catòlica, i al Saugerties High School, del qual va ser expulsat, a causa d'un incident on se suposa va pressionar una alarma d'incendis. Es va graduar el 1992 i va assistir al The College of Saint Rose a Albany, Nova York. Va començar estudiant Ciències de la computació però es va canviar a Comunicació. El 9 de maig del 2009, Fallon es va llicenciar en Comunicació. A més es va doctorar al The College of Saint Rose (Albany).

## Carrera

### Comèdiastand-up
La seva mare li va parlar d'un concurs de paròdies al club de comèdia "Bananas", a Poughkeepsie. Fallon es va presentar amb una rutina de monòlegs que tractava sobre els ninots troll. Va guanyar el concurs i només acabar els seus estudis va començar a fer actuacions de comèdia en viu per tot el país. A Los Angeles, va prendre classes d'improvisació amb The Groundlings.

### Començaments
Fallon va realitzar la seva primera aparició en la pel·lícula The Scheme (originalment titulada The Entrepreneurs). La seva única frase a Un bon embolic va ser tallada, però se'l pot veure en algunes escenes. El 1998 Fallon va aparèixer breument en la segona temporada de la sèrie de televisió Spin City, interpretant un home que ven fotografies. Més tard en 1998, Fallon estava estudiant al Teatre Groundlings a Los Angeles, quan va ser cridat per a una audició a Nova York per al prestigiós xou, Saturday Night Live. Fallon va fer les seves imitacions de Jerry Seinfeld, French Stewart, Pat O'Brien, Chris Rock, Hilary Swank, Gilbert Gottfried, i Adam Sandler, molts dels quals van fer riure al productor Lorne Michaels. Fallon també va realitzar interpretacions musicals com Eddie Vedder de Pearl Jam, Adam Duritz de Counting Crows, Alanis Morissette, i Robert Smith de The Cure.

### Saturday Night Live
Les interpretacions de Fallon el van assentar al Saturday Night Live com a actor convidat durant la temporada de 1998-1999, i després va ser promocionat a membre ple de l'equip durant l'estiu de 1999. Es va convertir en co-conductor del Weekend Update (sketch molt popular al programa) al costat de Tina Fey l'any 2000. Fallon va abandonar el SNL el 2004 per dedicar-se al cinema.

### Altres treballs

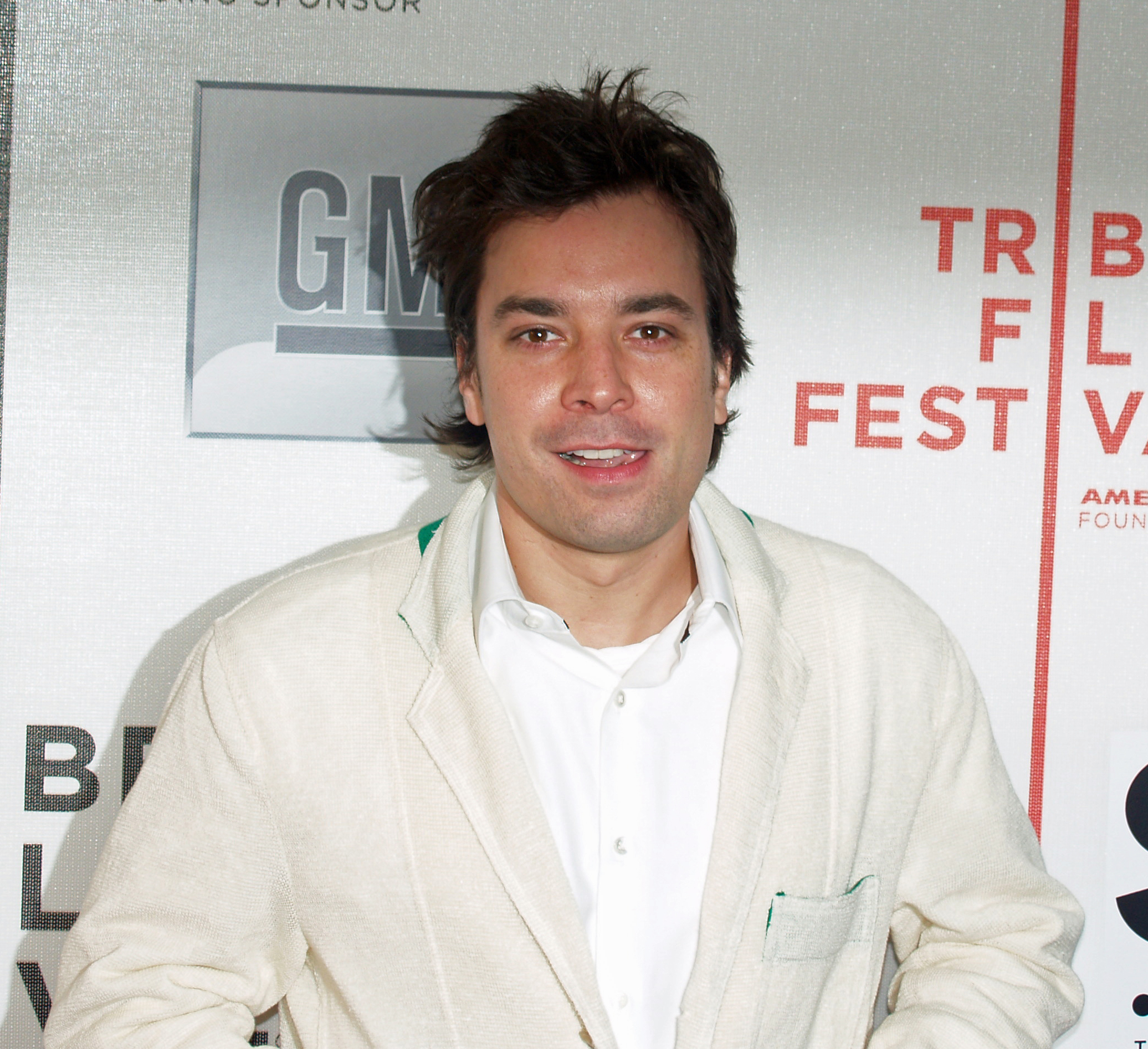
Fallon l'abril del 2007.

Fallon va participar en les pel·lícules Taxi, Qualsevol altra cosa, Almost Famous, Amor en joc, Band of Brothers, Doogal, Factory Girl i Noies sense frens. Ocasionalment fa monòlegs al Club de la Comèdia de Nova York.
En 2002, Fallon va llançar l'àlbum de comèdia The Bathroom Wall. Va ser nominat al Premi Grammy el 2003. Fallon va ser co-conductor del lliurament dels Premis MTV el 2001, juntament amb Kirsten Dunst. També va conduir el lliurament d'aquests premis l'any següent, però en solitari.
Fallon va tornar a conduir els premis MTV l'any 2005. Va ser nomenat una de les "50 persones més belles" per la revista People el 2002.
En 2006, va protagonitzar "Spontaneous Combustion", un comercial de televisió de Pepsi, al costat de l'actriu Parker Posey.
El 2007, va escriure la cançó "Car Wash for Peace" i va donar els beneficis a la caritat. Va interpretar la cançó a The Tonight Show i The View i va dedicar una pàgina a MySpace a aquesta causa.
Fallon, juntament amb la seva germana Gloria, va escriure I Hate This Place: The Pessimist's Guide to Life per a TV Books el 1999. Es va anticipar un segon llibre, que encara no va ser llançat, que es titularia "I Hate This Place 2: Tokyo Drift." A més va escriure un llibre per a nois, il·lustrat per Adam Stower, titulat Snowball Fight.

### Late Night with Jimmy Fallon
Jimmy Fallon va succeir a Conan O'Brien com a conductor del programa de NBC Late Night després de la sortida d'O'Brien per conduir The Tonight Show el 2009.
El programa titulat Late Night with Jimmy Fallon, va sortir a l'aire el 2 de març de 2009 sent els seus primers convidats Robert De Niro, Justin Timberlake i Van Morrison. Els convidats durant la primera setmana van ser, entre d'altres, Tina Fey, The Miz, Jon Bon Jovi, Cameron Diaz, Donald Trump i Drew Barrymore. El programa va seguir amb convidats com Sylvester Stallone, Morgan Freeman, i fins a l'esposa del president Obama va ser convidada al programa.

### The Tonight Show
L'abril de 2013, NBC va confirmar que Fallon seria el successor de Jay Leno al capdavant del The Tonight Show, a partir del 17 de febrer de 2014, anomenat des de llavors The Tonight Show Starring Jimmy Fallon.

## Vida personal
Fallon es va casar amb la productora Nancy Juvonen el 22 de desembre del 2007. El 23 de juliol del 2013, va tindre la seva primera filla amb Nancy, Winnie Rose Fallon. El 8 de desembre del 2014, va néixer la seva segona filla, Frances Cole.

## Treballs a la televisió
- Spin City: The Marrying Men (1998) (sense acreditar)
- Saturday Night Live (1998-2004)
- SNL Fanatic (2000)
- Sex and the Matrix (2000)
- Band of Brothers (2001)
- Yes, Dear (2003-present)
- Night of Too Many Stars: An Overbooked Event for Autism Education (2006)
- Late Night with Jimmy Fallon (2009-2014)
- Family Guy (2009)
- 30 Rock (2009)
- Gossip Girl (2009)
- Parks and Recreation (2009-2015)
- iCarly a la pel·lícula per a TV: iShock America (2012)
- The Tonight Show Starring Jimmy Fallon (2014-present)
- Comedians in Cars Getting Coffee (2014)

## Filmografia
- Gairebé famosos (2000)
- Qualsevol altra cosa (2003)
- The Entrepreneurs (2003)
- Taxi (2004)
- Amor en joc (2005)
- Doogal (2006) (veu)
- Arthur i els Minimoys (2006) (veu)
- Factory Girl (2006)
- The Year of Getting to Know Us (2008)
- Noies sense frens (2009)
- Jurassic World (cameu) (2015)

## Discografia

### Àlbums
- The Bathroom Wall (2002)
- Blow Your Pants Off (2012)

### Senzills
- "Idiot Boyfriend" (2002)
- "Ew!" ft. will.i.am (2014)